# کانگوروی موشی بیابانی
کانگوروی موشی بیابانی (نام علمی: Caloprymnus campestris) نام یک گونه منقرض‌شده از تیره کانگوروهای موش‌وار است.